# Sept exploits de Rostam

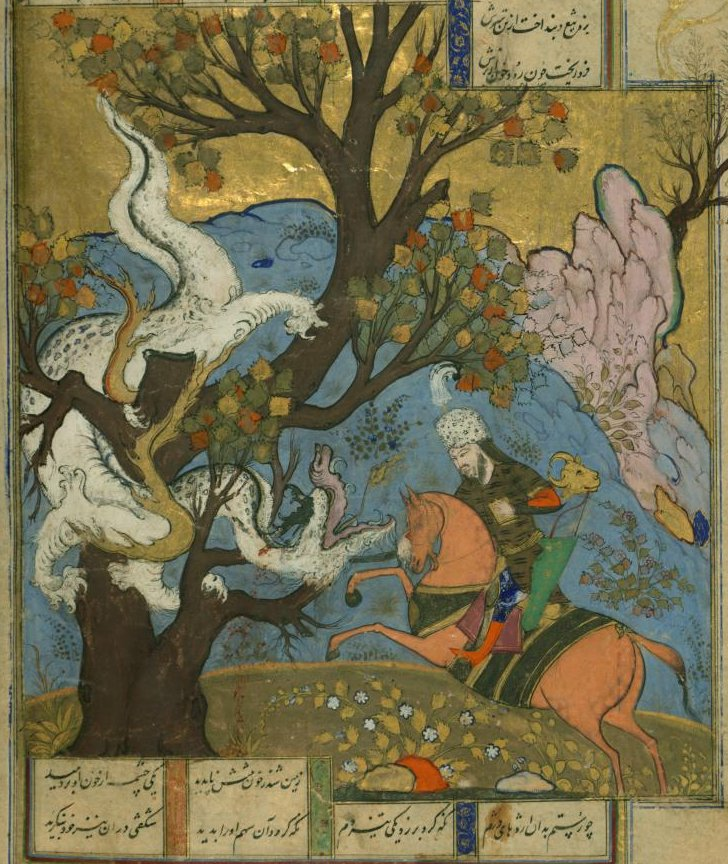
Le troisième exploit : Rostam tue un dragon. Manuscrit persan du XVII.

Les sept exploits de Rostam (persan : Haft Kha ̄n-e-Rostam / هفت خوان رستم) sont une série d'exploits réalisés par l'un des plus grands héros légendaires iraniens, Rostam. L'histoire des Haft Kha ̄n-e-Rostam a été racontée par Ferdowsî dans son poème épique, le Shâh Nâmeh (Livre des Rois). Pendant sa quête, Rostam n'est généralement accompagné que par son cheval, Rakhsh. Pour deux de ses exploits, il reçoit l'aide d'un champion, Olad. Ces exploits sont interprétés dans le cadre du soufisme comme représentant sept degrés d'un parcours initiatique.

## Liste des exploits
Selon le récit traditionnel, l'histoire commence lorsque l'expédition du roi Kay Kāvus jusqu'au royaume des divs à Mazandaran échoue, son armée étant capturée par ces démons. Rostam s'engage à le libérer, et réalise les sept exploits dans ce but. L'ordre traditionnel des exploits est le suivant :

### Premier exploit
Rostam dort dans des roseaux. Un féroce lion apparaît, et attaque son cheval Rakhsh avec violence. Avec ses dents et ses sabots, Rakhsh tue le lion sans même réveiller son maître. Rostam, réveillé par le vacarme du combat, voit le lion mort et Rakhsh blessé devant lui. Il soigne son compagnon, remonte en selle, et poursuit son chemin vers Mazandaran.

### Deuxième exploit
Rostam entre dans un désert, dans lequel il n'existe aucune source d'eau. Le cheval et son cavalier souffrent de la soif et par conséquent, Rostam s'en remet à Dieu en priant. Sous l'effet du soleil, Rostam voit un mouton passer devant lui, ce qu'il interprète comme un bon présage. Il se lève et s'empare de son épée dans la main, suit l'animal, et trouve une source. Il rend pieusement grâce à Dieu d'avoir répondu à sa prière.

### Troisième exploit

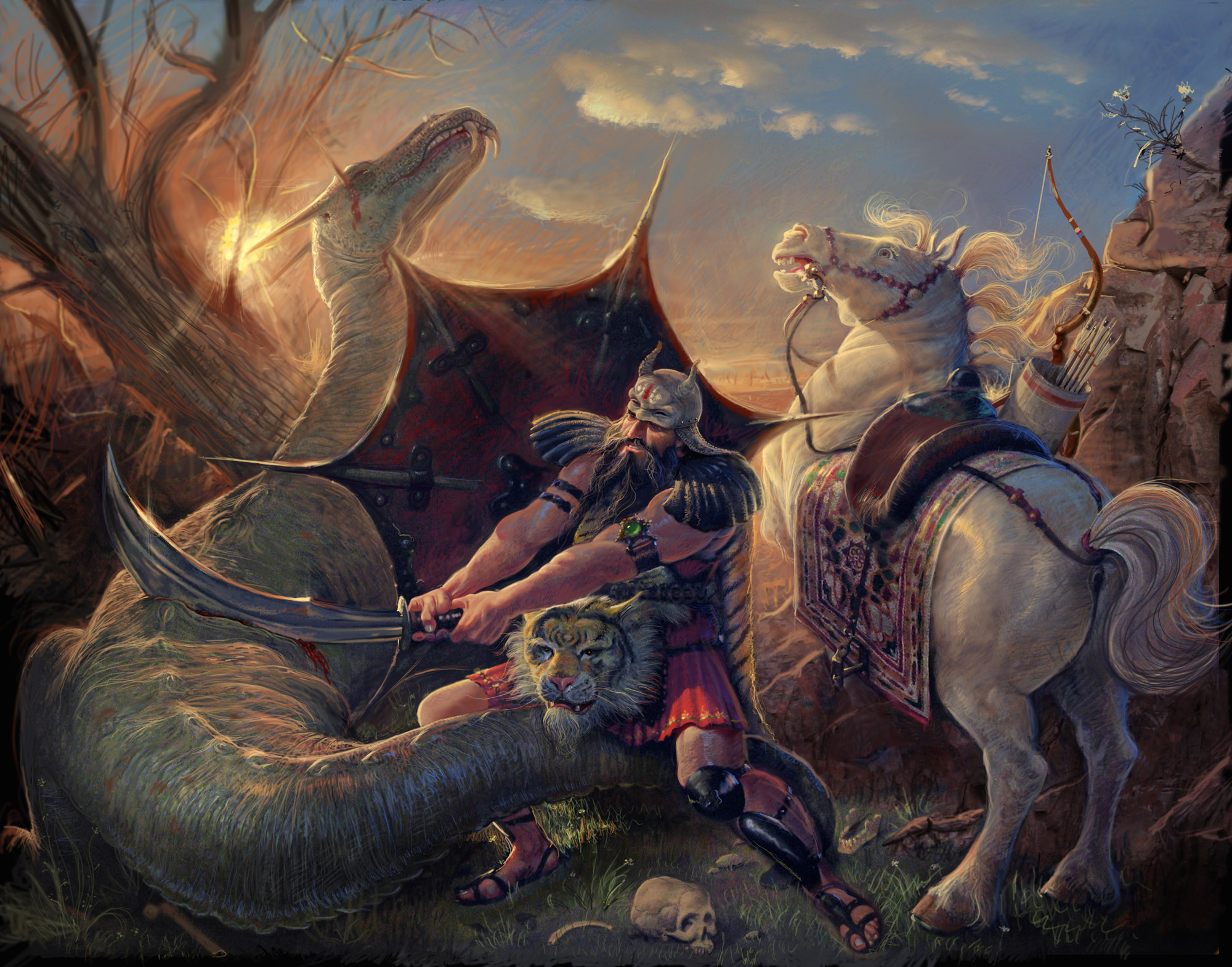
Rostam tuant le dragon, d'après Adel Adili, 2005

Le troisième exploit est celui du combat de Rostam et Rakhsh contre un dragon. D'après la traduction (pour la BnF) d'une copie du Shâh Nâmeh achevée en 1444 :
Quand Rakhch avait vu la force qui émanait du corps du dragon 

alors qu’il fondait sur le héros faiseur de rois 

Il coucha ses oreilles et parvint — ô merveille — 

à déchirer de ses dents les épaules du dragon 

Tel un lion, il mit sa peau en lambeaux ;

le preux en demeura saisi d’étonnement

Du coup, de son épée, il décapita la bête

et, tel un torrent, le sang jaillit de son sein.

### Quatrième exploit
Rostam continue son voyage en selle à travers un territoire enchanté. Au soir venu, il découvre un coin de verdure rafraîchi par l'écoulement de ruisseaux, où il voit à sa grande surprise qu'un rôti de cerf et un peu de pain et de sel sont déposés comme à son intention. Il s'assied près des denrées qui disparaissent au son de sa voix, et voit apparaître un tambourin et un flacon de vin. Il prend l'instrument, en joue et chante une comptine à propos de ses errances. La chanson arrive aux oreilles d'une sorcière, qui, revêtant tous les charmes de la beauté, s'approche de lui, et s'assoit à ses côtés. Le champion entame une prière de gratitude pour lui avoir fourni de la nourriture, du vin et de la musique dans le désert du Mazandaran. Ne sachant pas qu'elle est un démon déguisé, il met ses mains dans une coupe de vin en prononçant le nom de Dieu, l'objet enchanté se transforme en noir démon. Voyant cela, Rostam tire son épée, et tranche le corps de la sorcière en deux parties égales.

### Cinquième exploit

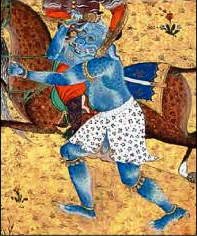
Le div Arzhang (détail), d'après une peinture perse datée de 1522.

Rostam vainc le champion de Mazandaran, Olad, qui lui décrit les grottes des démons. Il tue le div Arzhang, le chef-démon du Mazandaran.

### Sixième exploit
Rostam entre dans la ville de Mazandaran, et relâche Kay Kāvus, devenu aveugle à cause de la sorcellerie des démons

### Septième exploit

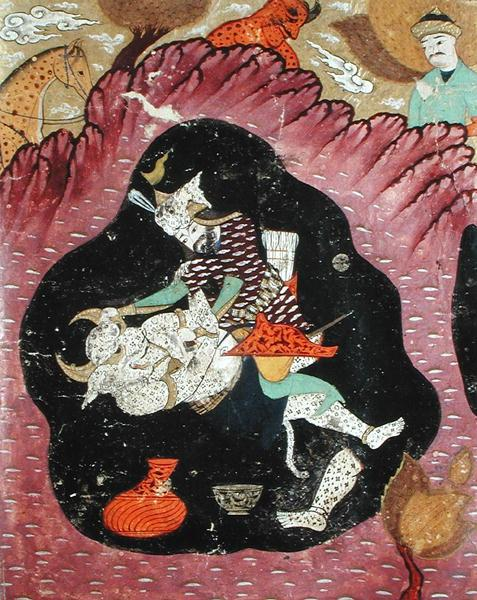
Rostam tue le div blanc, gouache sur papier anonyme, 1619.

La septième épreuve est celle du combat de Rostam contre le div blanc, seul moyen de délivrer le roi Kay Kāvus de sa cécité, et de relâcher ses guerriers prisonniers. Parmi les sept exploits, cette scène est la plus fréquemment représentée, probablement en raison de sa symbolique de lutte du héros contre le mal.

## Analyses
Les sept travaux de Rostam sont parfois cités dans le milieu du soufisme comme représentant sept degrés d'un parcours initiatique.
Ils ont été comparés aux épopées de chevalerie occidentales, en particulier à celle de Roland le paladin, qui partage le symbolisme des chiffres 7 et 12.